# Charles Grimes (Ruderer)
Charles Livingston Grimes (* 9. Juli 1935 in Washington, D.C.; † 5. Februar 2007 in New York City) war ein US-amerikanischer Ruderer und Olympiasieger.

## Leben
Grimes wurde in Washington, D.C. als Sohn von Charles Pennebaker Grimes und Louise Davis Ireland Grimes geboren. Er besuchte die  Groton School sowie die Yale University und die Harvard Law School, wo er ein Jusstudium absolvierte. Während seiner Studienzeit spielte er Basketball und American Football. 
Grimes nahm an den Olympischen Sommerspielen 1956 in Melbourne teil, wo er eine Goldmedaille im Achterrudern mit der amerikanischen Mannschaft gewann. Es handelte sich um das letzte Mal, dass eine Universitätsmannschaft eine Goldmedaille gewann.
Nach seinem Abschluss in Yale im Jahre 1957 und der Harvard Law School im Jahre 1960 war er kurz als Anwalt tätig. Danach arbeitete er als Vermögensberater und Investor. Er trat als Kläger im Gerichtsverfahren Grimes v. Donald, 673 A.2d 1207 (Del. 1996) auf. Der Prozess gilt in den USA als Meilenstein zum Körperschaftsrecht in Delaware.
Seine Frau Jane Brown Grimes war von 2007 bis 2008 Präsidentin der United States Tennis Association.